# Смарагд (Крижанівський)
Архієпископ Смарагд (в миру Олександр Петрович Крижанівський; 9 березня 1796, село Велика Березянка, Таращанський повіт, Київська губернія — 11 листопада 1863, Рязань) — український релігійний діяч, єпископ Синодальної (безпатріаршої) Російської Православної Церкви, архієпископ Рязанський і Зарайський Синодальної РПЦ.
Відзначився під час ліквідації греко-католицької церкви на теренах Білорусі, очоливши 1833—1837 православну Полоцьку єпархію. Провадив політику часткових поглинень білоруських греко-католиків синодальним петербурзьким православ'ям. 1833—1834 рр. примусив перейти в РПЦ 80289 уніатів, а в 1835 — 28057 осіб.

## Родина та освіта
Народився в родині православного священика, на території Речі Посполитої, щойно анексованої Російською імперією.
В 1805 р. поступив в Київську духовну семінарію, потім — в Київську академію. Після II курсу (1815 р.) був відправлений для продовження освіти в Санкт-Петербурзьку академію, яку закінчив в 1819 з присвоєнням звання магістра богослов'я.

## Педагогічна діяльність
Як найкращий випускник, був залишений в Санкт-Петербурзькій академії викладачем богословських наук. 29 серпня 1819 р. був пострижений у чернецтво з ім'ям Смарагд, 8 вересня висвячений в ієродиякона, а 20 вересня — в ієромонаха. З 1821 був інспектором і екстраординарним професором в Київської академії. В 1826—1828 рр. — викладав у Віфанській семінарії, а з травня по серпень 1828 р. був її ректором. З кінця серпня 1828 р. — ректор Київської академії. 27 серпня 1830 був призначений ректором Санкт-Петербурзької академії.

## Архімандрит
2 листопада 1824 зведений в сан архімандрита. Настоятельствував у Видубицькому, Московському Високопетровскому, Києво-Братському та Пінському Богоявленському монастирях. Був членом київської та санкт-петербурзької духовних консисторій. 13 вересня 1831 р. призначений вікарієм Санкт-Петербурзької єпархії, єпископом Ревельським та керівником Троїце-Сергієвої пустині. 20 вересня хіротонізований.

## Відродження Полоцької православної єпархії
В 1833 р. було вирішено відновити Полоцьку православну єпархію (яка стала уніатською при укладанні в 1596 р. Берестейської унії). Архіпастирем для нової єпархії 30 квітня 1833 р. був визначений єпископ Смарагд.
Полоцька паства перебувала під впливом грекокатоликів. В Полоцьку бракувало священиків, не було православного духовного училища, храми були бідні. Смарагд докладав старання до примноження числа православних церков, до їх благоустрою, до поліпшення побуту священства. За Смарагда в Полоцьку було створено повітове училище, планувалося відкриття семінарії.
У питанні возз'єднання уніатів існувала глибока розбіжність між єпископом Смарагдом і митрополитом Йосифом (Семашко), який пропонував поступово підготувати перехід всіх уніатів у православ'я. Смарагд, не заперечуючи цих планів, намагався робити часткові приєднання. Конфлікти між двома ієрархами призвели до того, що було вирішено усунути Смарагда від управління Полоцькою єпархією.
15 червня 1836 р. Смарагд був зведений в сан архієпископа, а через рік, 5 червня 1837 р., переведений у Могильов.

## Православний архієпископ
З переміщенням 3 червня 1837 р. на Могильовську кафедру, архієпископ Смарагд зайнявся працею із повернення розкольників Гомельського повіту до православної Церкви, дбав про місцеві навчальні заклади.
6 квітня 1840 року його призначено в Харків, де він був обраний в почесні члени Харківського університету. 31 грудня 1841 року переміщений до Астраханської єпархії, де зайнявся наверненням до християнства калмиків.
12 листопада 1844 р. переведений в Орловську єпархію. Тут він дбав про влаштування кафедрального соборного храму.
В 1853 році був викликаний в Санкт-Петербург для участі в Священному Синоді.
6 червня 1858 року переміщений на Рязанську кафедру Синодальної РПЦ. В 1860 році тимчасово керував Тульською єпархією.
Помер 11 листопада 1863 року в Рязані.